# Braciejowice
Braciejowice – wieś w Polsce położona w województwie lubelskim, w powiecie opolskim, w gminie Łaziska.
W latach 1954–1968 wieś należała i była siedzibą władz gromady Braciejowice, po jej zniesieniu w gromadzie Łaziska. W latach 1975–1998 miejscowość należała administracyjnie do województwa lubelskiego.
Wieś stanowi sołectwo w gminie Łaziska. Według Narodowego Spisu Powszechnego z roku 2011 wieś liczyła 488 mieszkańców.
| SIMC    | Nazwa    | Rodzaj    |
| ------- | -------- | --------- |
| 0385052 | Dąbrówka | część wsi |
| 0385069 | Jatki    | część wsi |
| 0385075 | Majorat  | część wsi |
| 0385081 | Płaskie  | część wsi |
| 0385098 | Półanki  | część wsi |

## Historia
Wieś z metryką historyczną sięgająca wieku XIII. Od roku 1270 własność klasztoru świętokrzyskiego.
W tymże roku 1270 Bolesław Wstydliwy nadaje posiadłościom klasztoru świętokrzyskiego immunitety między innymi zwalniając mieszkańców Braciejowic, Głodna, Ciepłej i Koniemłotów od obowiązku podejmowania bobrowników.
W roku 1286 Leszek Czarny potwierdza z pewnymi zmianami powyższe przywileje, między innymi zwalniając mieszkańców Braciejowic, Głodna i Ciepłej od wyżej wymienionych powinności.
W roku 1351 Kazimierz Wielki przenosi na prawo średzkie imiennie wymienione posiadłości klasztoru świętokrzyskiego, w tym Braciejowice, Głodno i Zakrzów.
Następnie w roku 1374 sąd ziemski sandomierski uznaje prawa klasztoru świętokrzyskiego do wsi Broniewice przeciw opartym na sfałszowanym dokumencie roszczeniom kanonika Mikołaja syna „Hebostasii”.
Były wsią benedyktynów świętokrzyskich w województwie sandomierskim w ostatniej ćwierci XVI wieku.
Kalendarium historyczne wsi w osobnym artykule: